# 1995年の相撲
1995年の相撲（1995ねんのすもう）は、1995年の相撲関係のできごとについて述べる。

## 大相撲

### できごと
- 1月、春巡業から公式スポンサー制度を導入することを決定。阪神・淡路大震災の義援金を贈る。千秋楽・土俵下で初めて優勝力士インタビューが行われた。阪神・淡路大震災に配慮し、土俵下で黙とうが行われ、優勝パレードが中止にされた。
- 2月、5日、報恩古式大相撲が行われた。
- 4月、元前頭3枚目琴椿引退、年寄白玉襲名。富岡八幡宮で横綱力士碑刻銘奉告祭と披露宴が復活し、曙、貴乃花らが出席。
- 5月、国技館にエレベーター付きの常備櫓が完成。
- 6月、終戦50周年を記念した日米戦没将兵鎮魂のため、曙、貴乃花の奉納横綱土俵入りが硫黄島で行われた。
- 9月、元関脇琴富士引退、年寄粂川襲名。
- 10月、6日、大相撲ヨーロッパ公演の一行約100人が出発。8日にウィーン公演、13、14日にパリ公演が行われ、17日に帰国。約10年間禁止していたCM出演を巡業の特別協賛者に限り認めた。
- 11月、26日、大相撲九州場所千秋楽で、史上初の兄弟による優勝決定戦が実現（“若貴対決”）。兄の大関若乃花が弟の横綱貴乃花を破り優勝した。
- 12月、大相撲ファン感謝祭を開催。財団法人日本相撲協会設立70周年記念式典が行われた。

### 本場所

#### 一月場所（初場所）
両国国技館（東京都）を会場に、初日の1月8日（日）から千秋楽の1月22日（日）までの15日間開催された。
| タイトル     | タイトル     | 人物（所属部屋 出身地） - 成績 |
| ------------ | ------------ | --- |
| 幕内最高優勝 | 幕内最高優勝 | 貴乃花光司（二子山部屋 東京都中野区出身） - 13勝2敗（3場所連続8回目） ※優勝決定戦勝利                                                                       |
| 三賞         | 殊勲賞       | 魁皇博之（友綱部屋 福岡県直方市出身） - 8勝7敗（5場所ぶり2回目）                                                                                            |
| 三賞         | 敢闘賞       | 安芸乃島勝巳（二子山部屋 広島県豊田郡安芸津町出身） - 11勝4敗（17場所ぶり6回目） 大翔鳳昌巳（立浪部屋 北海道札幌市豊平区出身） - 11勝4敗（14場所ぶり2回目） |
| 三賞         | 技能賞       | 該当者なし |
| 十両優勝     | 十両優勝     | 旭豊勝照（大島部屋 愛知県春日井市出身） - 11勝4敗 ※優勝決定戦勝利                                                                                           |

#### 三月場所（春場所、大阪場所）
大阪府立体育会館（大阪市）を会場に、初日の3月12日（日）から千秋楽の3月26日（日）までの15日間開催された。
| タイトル     | タイトル     | 人物（所属部屋 出身地） - 成績                                                    |
| ------------ | ------------ | --------------------------------------------------------------------------------- |
| 幕内最高優勝 | 幕内最高優勝 | 曙太郎（東関部屋 アメリカ合衆国ハワイ州オアフ島出身） - 14勝1敗（6場所ぶり8回目） |
| 三賞         | 殊勲賞       | 寺尾常史（井筒部屋 鹿児島県姶良郡加治木町出身） - 8勝7敗（5場所ぶり3回目）        |
| 三賞         | 敢闘賞       | 安芸乃島勝巳（二子山部屋 広島県豊田郡安芸津町出身） - 11勝4敗（2場所連続7回目）   |
| 三賞         | 技能賞       | 該当者なし                                                                        |
| 十両優勝     | 十両優勝     | 時津洋宏典（時津風部屋 徳島県美馬郡脇町出身） - 10勝5敗 ※優勝決定戦勝利           |

#### 五月場所（夏場所）
両国国技館（東京都）を会場に、初日の5月14日（日）から千秋楽の5月28日（日）までの15日間開催された。
| タイトル     | タイトル     | 人物（所属部屋 出身地） - 成績                                        |
| ------------ | ------------ | --------------------------------------------------------------------- |
| 幕内最高優勝 | 幕内最高優勝 | 貴乃花光司（二子山部屋 東京都中野区出身） - 14勝1敗（2場所ぶり9回目） |
| 三賞         | 殊勲賞       | 武双山正士（武蔵川部屋 茨城県水戸市出身） - 11勝4敗（4場所ぶり3回目） |
| 三賞         | 敢闘賞       | 武双山正士（武蔵川部屋 茨城県水戸市出身） - 11勝4敗（4場所ぶり2回目） |
| 三賞         | 技能賞       | 該当者なし                                                            |
| 十両優勝     | 十両優勝     | 土佐ノ海敏生（伊勢ノ海部屋 高知県安芸市出身） - 14勝1敗               |

#### 七月場所（名古屋場所）
愛知県体育館（名古屋市）を会場に、初日の7月2日（日）から千秋楽の7月16日（日）までの15日間開催された。
| タイトル     | タイトル     | 人物（所属部屋 出身地） - 成績 |
| ------------ | ------------ | --- |
| 幕内最高優勝 | 幕内最高優勝 | 貴乃花光司（二子山部屋 東京都中野区出身） - 13勝2敗（2場所連続10回目）                                                                  |
| 三賞         | 殊勲賞       | 琴錦功宗（佐渡ヶ嶽部屋 群馬県群馬郡箕郷町出身） - 8勝7敗（22場所ぶり5回目） 剣晃敏志（高田川部屋 大阪府守口市出身） - 11勝4敗（初受賞） |
| 三賞         | 敢闘賞       | 琴の若實哉（佐渡ヶ嶽部屋 山形県尾花沢市出身） - 9勝6敗（初受賞）                                                                        |
| 三賞         | 技能賞       | 武双山正士（武蔵川部屋 茨城県水戸市出身） - 10勝5敗（初受賞）                                                                           |
| 十両優勝     | 十両優勝     | 旭鷲山昇（大島部屋 モンゴル・ウランバートル出身） - 10勝5敗                                                                             |

#### 九月場所（秋場所）
両国国技館（東京都）を会場に、初日の9月10日（日）から千秋楽の9月24日（日）までの15日間開催された。
| タイトル     | タイトル     | 人物（所属部屋 出身地） - 成績 |
| ------------ | ------------ | --- |
| 幕内最高優勝 | 幕内最高優勝 | 貴乃花光司（二子山部屋 東京都中野区出身） - 15戦全勝（3場所連続11回目）                                                                |
| 三賞         | 殊勲賞       | 魁皇博之（友綱部屋 福岡県直方市出身） - 11勝4敗（4場所ぶり3回目）                                                                      |
| 三賞         | 敢闘賞       | 琴稲妻佳弘（佐渡ヶ嶽部屋 群馬県利根郡新治村出身） - 9勝6敗（初受賞） 土佐ノ海敏生（伊勢ノ海部屋 高知県安芸市出身） - 11勝4敗（初受賞） |
| 三賞         | 技能賞       | 琴錦功宗（佐渡ヶ嶽部屋 群馬県群馬郡箕郷町出身） - 10勝5敗（9場所ぶり5回目）                                                            |
| 十両優勝     | 十両優勝     | 若ノ城宗彦（間垣部屋 沖縄県那覇市出身） - 12勝3敗                                                                                      |

#### 十一月場所（九州場所）
福岡国際センター（福岡市）を会場に、初日の11月12日（日）から千秋楽の11月26日（日）までの15日間開催された。
| タイトル     | タイトル     | 人物（所属部屋 出身地） - 成績                                                                                    |
| ------------ | ------------ | --- |
| 幕内最高優勝 | 幕内最高優勝 | 若乃花勝（二子山部屋 東京都中野区出身） - 12勝3敗（16場所ぶり2回目） ※優勝決定戦勝利                              |
| 三賞         | 殊勲賞       | 土佐ノ海敏生（伊勢ノ海部屋 高知県安芸市出身） - 9勝6敗（初受賞）                                                  |
| 三賞         | 敢闘賞       | 魁皇博之（友綱部屋 福岡県直方市出身） - 9勝6敗（初受賞） 湊富士孝行（湊部屋 群馬県安中市出身） - 8勝7敗（初受賞） |
| 三賞         | 技能賞       | 土佐ノ海敏生（伊勢ノ海部屋 高知県安芸市出身） - 9勝6敗（初受賞）                                                  |
| 十両優勝     | 十両優勝     | 和歌乃山洋（武蔵川部屋 和歌山県御坊市出身） - 11勝4敗 ※優勝決定戦勝利                                             |

### 受賞
- 年間最優秀力士賞（年間最多勝）：貴乃花光司（80勝10敗）

### 新弟子検査合格者
| 場所     | 主な合格者 | 四股名     | 最高位     | 最終場所       | 備考             |
| -------- | ---------- | ---------- | ---------- | -------------- | ---------------- |
| 1月場所  | 堤内康仁   | 北勝光康仁 | 十両10枚目 | 2001年1月場所  |                  |
| 3月場所  | 谷地仁     | 栃乃花仁   | 小結       | 2008年1月場所  |                  |
| 3月場所  | 齋藤剛     | 大碇剛     | 前頭11枚目 | 2004年11月場所 | 幕下最下位格付出 |
| 3月場所  | 南大地     | 豊乃國大地 | 十両13枚目 | 2013年9月場所  |                  |
| 5月場所  |            |            |            |                |                  |
| 7月場所  |            |            |            |                |                  |
| 9月場所  |            |            |            |                |                  |
| 11月場所 | 中尾浩規   | 若孜浩気   | 前頭12枚目 | 2006年7月場所  |                  |

### 引退・廃業
| 場所     | 主な引退力士 | 最高位     | 初土俵                            | 備考             |
| -------- | ------------ | ---------- | --------------------------------- | ---------------- |
| 1月場所  | 剛堅大二朗   | 十両5枚目  | 1980年9月場所                     |                  |
| 3月場所  | 琴椿克之     | 前頭3枚目  | 1976年3月場所                     | 年寄「白玉」襲名 |
| 5月場所  | 剣岳寛       | 十両11枚目 | 1984年3月場所                     |                  |
| 7月場所  |              |            |                                   |                  |
| 9月場所  | 琴富士孝也   | 関脇       | 1980年3月場所                     | 年寄「粂川」襲名 |
| 11月場所 | 隆三杉太一   | 小結       | 1976年3月場所                     | 年寄「藤島」襲名 |
| 11月場所 | 起利錦利郎   | 前頭2枚目  | 1978年3月場所                     | 年寄「立川」襲名 |
| 11月場所 | 大翔山直樹   | 前頭2枚目  | 1989年1月場所（幕下最下位格付出） | 年寄「中川」襲名 |
| 11月場所 | 駒不動大助   | 前頭13枚目 | 1984年1月場所                     |                  |
| 11月場所 | 秀ノ海渡累   | 十両9枚目  | 1985年5月場所                     |                  |

## 誕生
- 1月17日 - 照強翔輝（最高位：前頭3枚目、所属：伊勢ヶ濱部屋）[1]
- 1月28日 - 魁勝旦祈（現役力士、所属：友綱部屋→浅香山部屋）[2]
- 4月13日 - 白鷹山亨将（現役力士、所属：高田川部屋）[3]
- 5月5日 - 木﨑海伸之助（最高位：十両3枚目、所属：木瀬部屋）[4]
- 6月22日 - 朝乃若樹（現役力士、所属：高砂部屋）[5]
- 7月24日 - 明生力（現役力士、所属：立浪部屋）[6]
- 10月7日 - 力真樹（最高位：十両10枚目、所属：立浪部屋）[7]
- 12月6日 - 武将山虎太郎（現役力士、所属：藤島部屋）[8]

## 死去
- 1月26日 - 蔵間竜也（最高位：関脇、所属：時津風部屋、* 1952年【昭和27年】）[9]
- 3月31日 - 若ノ海正照（最高位：前頭2枚目、所属：花籠部屋、* 1945年【昭和20年】）[10]
- 5月11日 - 増巳山豪（最高位：前頭13枚目、所属：三保ヶ関部屋→出羽海部屋→三保ヶ関部屋、* 1922年【大正11年】）[11]
- 6月4日 - 秀湊忠司（最高位：前頭17枚目、所属：出羽海部屋、* 1926年【大正15年】）[12]
- 6月18日 - 7代式守錦之助（元・三役格行司、所属：浦風部屋→伊勢ヶ濱部屋、* 1926年【大正15年】）
- 7月20日 - 福ノ海七男（最高位：前頭10枚目、所属：朝日山部屋、* 1930年【昭和5年】）[13]
- 8月31日 - 田中米太郎（プロレスラー、元序二段桂浜、* 1928年【昭和3年】）
- 9月3日 - 荒駒兵衛（最高位：十両7枚目、所属：湊川部屋、* 1911年【明治44年】）
- 9月16日 - 福ノ里牛之助（最高位：前頭13枚目、所属：宮城野部屋→高島部屋→吉葉山道場、* 1923年【大正12年】）[14]
- 9月20日 - 時葉山敏夫（最高位：前頭2枚目、所属：時津風部屋、年寄：富士ヶ根、* 1944年【昭和19年】）[15]
- 10月3日 - 信濃川藤四郎（最高位：十両11枚目格、所属：鏡山部屋→伊勢ヶ濱部屋、* 1919年【大正8年】）[16]
- 10月3日 - 國登國生（最高位：小結、所属：高砂部屋、* 1925年【大正14年】）[17]